# سفنر (فلوریدا)
سفنر (به انگلیسی: Seffner) یک منطقهٔ مسکونی در ایالات متحده آمریکا است که در شهرستان هیلزبرو، فلوریدا واقع شده‌است. سفنر ۹٫۸ کیلومتر مربع مساحت و ۷٬۵۷۹ نفر جمعیت دارد و ۲۱ متر بالاتر از سطح دریا واقع شده‌است.